# Rhembobius abdominalis
Rhembobius abdominalis là một loài tò vò trong họ Ichneumonidae.